# Greenwich (hrabstwo Washington)
Greenwich – wieś w Stanach Zjednoczonych, w stanie Nowy Jork, w hrabstwie Washington.